# Herb Karniowa

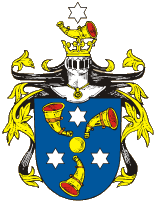
Herb Karniowa

Herb Karniowa jest jednym z najstarszych w Czechach. W błękitnym polu znajdują się trzy złote rogi, podbite czerwienią, skierowane stroną zewnętrzną w trzy różne strony. Strona wewnętrzna rogów zbiega się w środku tarczy w złotym kręgu. Między rogami umieszczono trzy srebrne, sześcioramienne gwiazdy. Nad tarczą herbową znajduje się hełm heraldyczny w formie przyłbicy, z koroną, a w klejnocie złoty róg i srebrna gwiazda. Labry po bokach są złote, podbite srebrem.
Taki wygląd tarczy herbowej pojawił się po raz pierwszy na dokumencie w 1311, kiedy mieszczanie Karniowa uznawali Jana Luksemburskiego za swojego króla i oddawali mu hołd. W XVII wieku, zgodnie z duchem renesansu, pojawił się hełm, klejnot i labry. Wizerunek herbu pojawił się na starym karniowskim ratuszu, zburzonym pod koniec XIX wieku; jest też obecny na współczesnym, secesyjnym.
Nie jest do końca znana symbolika herbu. Według jednej z legend w miejscu dzisiejszego rynku stał domek myśliwski obok którego wybudowano kolejne budynki. Rogi mają przypominać o myśliwym, jednak ta legenda nie wyjaśnia, dlaczego są one trzy, ani jakie jest znaczenie gwiazd i złotego kręgu w środku. Inna teoria, bardziej wiarygodna, mówi, że rogi nawiązują do trzech szlaków handlowych, biegnących do miasta - z Ołomuńca, Opawy i Głubczyc, łączące się na rynku (do dzisiaj wychodzą stąd trzy ulice we wspomnianych kierunkach), a złoty okrąg nawiązuje do niemieckiego słowa Ring, które oznacza zarówno rynek jak i okrąg. Z kolei srebrne gwiazdy symbolizują nadzieję kupców na dobry zarobek i szczęśliwy powrót.